# Marja-Liisa Kirvesniemi

Olympisch goud

Marja-Liisa Kirvesniemi, geboren Hämäläinen, (Simpele, 10 september 1955) is een Finse oud-langlaufster. Ze was de succesvolste deelneemster van de Olympische Winterspelen in 1984, waar ze goud won op de drie individuele langlaufnummers, en brons behaalde met de Finse estafetteploeg. Tijdens volgende Olympische Winterspelen behaalde ze nog drie bronzen medailles. Ze is een van de weinige atleten die deelnam aan zes Olympische Winterspelen.
Kirvesniemi was ook succesvol op de Wereldkampioenschappen langlaufen met de winst van drie gouden en vijf zilveren medailles.
Kirvesniemi is getrouwd met Harri Kirvesniemi.

## Olympische resultaten
| Discipline    | 1976 | 1980 | 1984  | 1988  | 1992 | 1994  |
| ------------- | ---- | ---- | ----- | ----- | ---- | ----- |
| 5 km          |      | 19e  | Goud  | 5e    | 31e  | Brons |
| 10 km         | 22e  | 18e  | Goud  | 9e    |      |       |
| 15 km         |      |      |       |       | 6e   |       |
| 20 km         |      |      | Goud  | 11e   |      |       |
| 30 km         |      |      |       |       |      | Brons |
| achtervolging |      |      |       |       | dnf  | 13e   |
| 4x5 km        |      | 5e   | Brons | Brons | 4e   | 4e    |

1964: Klavdija Bojarskich ·
1968: Toini Gustafsson ·
1972: Galina Koelakova ·
1976: Helena Takalo ·
1980: Raisa Smetanina ·
1984: Marja-Liisa Hämäläinen ·
1988: Marjo Matikainen ·
1992: Marjut Lukkarinen ·
1994: Ljoebov Jegorova ·
1998: Larisa Lazoetina
1952: Lydia Wideman ·
1956: Ljoebov Kosireva ·
1960: Maria Goesakova ·
1964: Klavdija Bojarskich ·
1968: Toini Gustafsson ·
1972: Galina Koelakova ·
1976: Raisa Smetanina ·
1980: Barbara Petzold ·
1984: Marja-Liisa Hämäläinen ·
1988: Vida Vencienė ·
1992: Ljoebov Jegorova ·
1994: Ljoebov Jegorova ·
1998: Larisa Lazoetina ·
2002: Bente Skari ·
2006: Kristina Šmigun ·
2010: Charlotte Kalla ·
2014: Justyna Kowalczyk ·
2018: Ragnhild Haga ·
2022: Therese Johaug
1984: Marja-Liisa Hämäläinen ·
1988: Tamara Tichonova